# Mesquita Xa
La mesquita Xa (persa: مسجد شاه), també coneguda com a mesquita Soltāni (persa: مسجد سلطانی), que significa ‘mesquita reial’, anomenada anteriorment mesquita Imam (persa: امام), fins a la Revolució islàmica del 1979, és una de les principals mesquites en la secció nord del Gran Basar de Teheran, a l'Iran.

## Estructura
La mesquita és va construir per ordre de Fat·h-Alí Xah Qajar de Pèrsia durant el període Qajar, com un símbol de legitimitat de la nova dinastia. Després de finalitzar la construcció, la mesquita es considerà el monument més significatiu de Teheran.
Durant el regnat de Nàssir-ad-Din Xah Qajar, s'hi van afegir els dos minarets actuals. La mesquita està coronada per una petita cúpula.
Al pati s'accedeix per algunes entrades del Gran Basar, el cor comercial de la capital. Hi ha algunes semblances significatives entre la Mesquita Xa, la Mesquita Vakil de Siraz, i la Mesquita Reial de Barudjird.

## Fets notables
L'11 de desembre del 1905, el vāli de Teheran va ordenar la flagel·lació pública de 17 prominents mercaders del basar al pati principal de la mesquita, culpats de l'augment del preu del sucre. La humiliació pública dels mercaders fou condemnada pels treballadors del basar i, com a mesura de protesta, el Gran Basar tancà les portes. Un revés públic dins d'una sèrie de fets que van donar lloc a la Revolució Constitucional iraniana.
El 7 de març del 1951, Haj Ali Razmara, primer ministre anticomunista de l'Iran, de camí a una missa en honor a l'Aiatol·là Feyz en la mesquita Xa, fou assassinat d'un tret al pati principal de la mesquita per Khalil Tahmasebi, a qui es va descriure com a "fanàtic religiós" segons The New York Times. Segons l'Enciclopèdia Britànica, Tahmasebi era membre del grup activista xiïta "Fedaʾeyān-e Eslām (Autosacrificadors de l'Islam), una organització religiosa extremista amb llaços propers a la classe dels mercaders i al clergat." El 1952, Tahmasebi fou alliberat i condonat pel Parlament Iranià durant el govern de Mossadeq, i fou declarat un Soldat de l'Islam. Seguidor del cop d'estat iranià de 1953, Tahmasebi fou arrestat de nou i executat el 1955.